# لئون اسپینکز
لئون اسپینکز (به انگلیسی: Leon Spinks)؛ (زاده ۱۱ ژوئیهٔ ۱۹۵۳ در سنت لوئیس – درگذشته ۵ فوریهٔ ۲۰۲۱ در هندرسون) بوکسور اهل ایالات متحده آمریکا بود. از افتخارات وی می‌توان به کسب مدال طلا وزن Light heavyweigh در بازی‌های المپیک تابستانی ۱۹۷۶ اشاره کرد.
لئون اسپینکز عضو سپاه تفنگداران دریایی ایالات متحده آمریکا بود.
پسر (کوری) و برادر لئون اسپینکز نیز در ورزش بوکس فعالیت می‌کنند.
او که به دلیل لبخندهایش شناخته می‌شد.

## بوکس
شکست دادن محمد علی کلی در سال ۱۹۷۸ (میلادی) باعث شناخته شدن لئون اسپینکز شد. در آن مسابقه، شانس پیروزی محمد علی کلی ۱۰ برابر بیشتر بود اما لئون اسپینکز او را با نتیجه نزدیک شکست داد.
لئون اسپینکز در سال ۱۹۹۵ از بوکس کناره گرفت.

## بیماری و مرگ
پس از بازنشستگی، به خاطر ضربه‌هایی که در دوران حرفه‌ای به سر لئون اسپینکز خورده بود دچار مشکل شد. تا جایی که در سال ۲۰۱۲ (میلادی) آشکار شد که مغز او کوچک‌تر شده‌است. در سال ۲۰۱۹ آشکار شد که به سرطان پروستات پیشرفته مبتلا است.
اسپینکز در ۵ فوریهٔ ۲۰۲۱ بر اثر سرطان پروستات درگذشت.

## کارنامه بوکس حرفه ای
| خلاصه بوکس حرفه‌ای |        |         |
| ۴۶ مبارزه         | ۲۶ بُرد | ۱۷ شکست |
| با ناک‌اوت         | ۱۴     | ۹       |
| با تصمیم داور     | ۱۱     | ۸       |
| با رد صلاحیت      | ۱      | ۰       |
| تساوی‌ها           | ۳      | ۳       |

| شماره | نتیجه     | رکورد   | حریف              | ثبت | راند، زمان   | تاریخ           | محل                                                            | توضیحات |
| ----- | --------- | ------- | ----------------- | --- | ------------ | --------------- | -------------------------------------------------------------- | --- |
| ۴۶    | Loss      | ۲۶–۱۷–۳ | Fred Houpe        | UD  | ۸            | ۴ دسامبر ۱۹۹۵   | A Little Bit of Texas, St. Louis, Missouri, آمریکا             | |
| ۴۵    | Win       | ۲۶–۱۶–۳ | Ray Kipping       | UD  | ۸            | ۱۹ ژوئن ۱۹۹۵    | A Little Bit of Texas, St. Louis, Missouri, آمریکا             | |
| ۴۴    | Loss      | ۲۵–۱۶–۳ | John Carlo        | KO  | ۱، ۱:۰۹      | ۲۲ اکتبر ۱۹۹۴   | Convention Center، واشینگتن، دی.سی.، آمریکا                    | |
| ۴۳    | Loss      | ۲۵–۱۵–۳ | Shane Sutcliffe   | UD  | ۸            | ۱ اکتبر ۱۹۹۴    | Civic Arena، نانایمو، کانادا                                   | |
| ۴۲    | Win       | ۲۵–۱۴–۳ | Eddie Curry       | DQ  | ۹ (۱۰)       | ۲۲ ژوئن ۱۹۹۴    | رالی، کارولینای شمالی، آمریکا                                  | Curry disqualified after refusing to answer the bell for round 9, believing the fight was scheduled for 8 rounds |
| ۴۱    | Loss      | ۲۴–۱۴–۳ | James Wilder      | PTS | ۱۰           | ۲۷ فوریه ۱۹۹۳   | دونپورت، آیووا، آمریکا                                         | |
| ۴۰    | Win       | ۲۴–۱۳–۳ | Kevin Poindexter  | KO  | ۱ (۱۰)، ۲:۳۷ | ۱۱ دسامبر ۱۹۹۲  | Union Hall, Countryside, Illinois, آمریکا                      | |
| ۳۹    | Loss      | ۲۳–۱۳–۳ | Kevin Porter      | PTS | ۱۰           | ۲۶ سپتامبر ۱۹۹۲ | لنسینگ، میشیگان، آمریکا                                        | |
| ۳۸    | Win       | ۲۳–۱۲–۳ | Jack Jackson      | KO  | ۳ (۱۰)، ۲:۵۲ | Jul 24, 1992    | Union Hall, Countryside, Illinois, آمریکا                      | |
| ۳۷    | Win       | ۲۲–۱۲–۳ | Rocky Bentley     | PTS | ۱۰           | ۱۷ ژوئن ۱۹۹۲    | World Congress Center، آتلانتا، آمریکا                         | |
| ۳۶    | Win       | ۲۱–۱۲–۳ | Rick Myers        | UD  | ۱۰           | ۲۰ مارس ۱۹۹۲    | Clarion Hotel Ballroom, St. Louis, Missouri, آمریکا            | |
| ۳۵    | Win       | ۲۰–۱۲–۳ | Andre Crowder     | SD  | ۱۰           | ۲۸ فوریه ۱۹۹۲   | Union Hall, کانتری‌ساید، ایلینوی، آمریکا                        | |
| ۳۴    | Win       | ۱۹–۱۲–۳ | Lupe Guerra       | KO  | ۳ (۱۰)، ۲:۱۳ | ۱۵ نوامبر ۱۹۹۱  | Genesis Convention Center، گری، ایندیانا، آمریکا               | |
| ۳۳    | Loss      | ۱۸–۱۲–۳ | Tony Morrison     | TKO | ۱ (۱۰)، ۰:۳۳ | ۳۰ مه ۱۹۸۸      | Marriott Hotel, ترومبول، کنتیکت، آمریکا                        | |
| ۳۲    | Loss      | ۱۸–۱۱–۳ | راندال تکس کوب    | MD  | ۱۰           | ۱۸ مارس ۱۹۸۸    | Municipal Auditorium، نشویل، تنسی، آمریکا                      | |
| ۳۱    | Loss      | ۱۸–۱۰–۳ | Ladislao Mijangos | SD  | ۱۰           | ۲۰ دسامبر ۱۹۸۷  | سن آنتونیو، آمریکا                                             | |
| ۳۰    | Loss      | ۱۸–۹–۳  | Terry Mims        | SD  | ۱۰           | ۲۰ اکتبر ۱۹۸۷   | Swingos, کلیولند، اوهایو، آمریکا                               | |
| ۲۹    | مساویDraw | ۱۸–۸–۳  | Jim Ashard        | SD  | ۱۰           | ۲۹ اوت ۱۹۸۷     | Lane County Fair grounds, یوجین، اورگن، آمریکا                 | |
| ۲۸    | Loss      | ۱۸–۸–۲  | انجلو موسون       | KO  | ۷ (۱۰)       | ۲۲ مه ۱۹۸۷      | ایسی (شهر)، ایتالیا                                            | |
| ۲۷    | Win       | ۱۸–۷–۲  | Jeff Jordan       | SD  | ۱۲           | ۲۸ آوریل ۱۹۸۷   | Aichi Prefectural Gymnasium، ناگویا، ژاپن                      | Won vacant WBC Continental Americas heavyweight title                                                            |
| ۲۶    | Loss      | ۱۷–۷–۲  | José Ribalta      | TKO | ۱ (۱۰)، ۲:۱۰ | ۱۷ ژانویه ۱۹۸۷  | Coconut Grove Convention Center، میامی، آمریکا                 | |
| ۲۵    | Loss      | ۱۷–۶–۲  | روکی سکورسکی      | TKO | ۶ (۱۰)، ۱:۴۳ | ۲ اوت ۱۹۸۶      | دیترویت لیکس، مینه‌سوتا، آمریکا                                 | |
| ۲۴    | Loss      | ۱۷–۵–۲  | دوایت محمد قوی    | TKO | ۶ (۱۵)، ۲:۵۶ | ۲۲ مارس ۱۹۸۶    | Lawlor Events Center، رینو، نوادا، آمریکا                      | For WBA cruiserweight title                                                                                      |
| ۲۳    | Win       | ۱۷–۴–۲  | Kip Kane          | TKO | ۸ (۱۲)، ۱:۳۷ | ۱۳ دسامبر ۱۹۸۵  | تئاتر هولو در مدیسن اسکوئر گاردن، نیویورک، آمریکا              | Won vacant WBC Continental Americas heavyweight title                                                            |
| ۲۲    | Win       | ۱۶–۴–۲  | Tom Franco Thomas | UD  | ۱۰           | ۲۹ ژوئن ۱۹۸۵    | Sonoma County Fairgrounds، سانتا روزا، کالیفرنیا، آمریکا       | |
| ۲۱    | Win       | ۱۵–۴–۲  | Tom Fischer       | UD  | ۱۰           | ۹ مه ۱۹۸۵       | Cobo Arena, Detroit, Michigan, آمریکا                          | |
| ۲۰    | Win       | ۱۴–۴–۲  | Rick Kellar       | TKO | ۲ (۱۰)، ۲:۴۷ | ۹ آوریل ۱۹۸۵    | هونولولو، آمریکا                                               | |
| ۱۹    | Win       | ۱۳–۴–۲  | Lupe Guerra       | TKO | ۴ (۱۰)، ۰:۴۳ | ۲۱ فوریه ۱۹۸۵   | Cobo Arena , Detroit, Michigan, آمریکا                         | |
| ۱۸    | Loss      | ۱۲–۴–۲  | Carlos de León    | RTD | ۶ (۱۰)، ۳:۰۰ | ۶ مارس ۱۹۸۳     | Broadway by the Bay Theater, Atlantic City, New Jersey, آمریکا | |
| ۱۷    | Win       | ۱۲–۳–۲  | Jesse Burnett     | UD  | ۱۲           | ۳۱ اکتبر ۱۹۸۲   | Great Gorge Resort, مکافی، نیوجرسی، آمریکا                     | Won vacant NABF cruiserweight title                                                                              |
| ۱۶    | Win       | ۱۱–۳–۲  | Ivy Brown         | UD  | ۱۰           | ۲۴ فوریه ۱۹۸۲   | Playboy Hotel and Casino , Atlantic City, New Jersey, آمریکا   | |
| ۱۵    | Loss      | ۱۰–۳–۲  | لری هولمز         | TKO | ۳ (۱۵)، ۲:۳۴ | ۱۲ ژوئن ۱۹۸۱    | Joe Louis Arena، دیترویت، آمریکا                               | For WBC, The Ring, and lineal heavyweight titles                                                                 |
| ۱۴    | Win       | ۱۰–۲–۲  | Bernardo Mercado  | TKO | ۹ (۱۲)، ۲:۵۲ | Oct 2, 1980     | Caesars Palace, Paradise, Nevada, آمریکا                       | |
| ۱۳    | Win       | ۹–۲–۲   | Kevin Isaac       | TKO | ۸ (۱۰)، ۲:۱۱ | ۳ مه ۱۹۸۰       | Circle Star Theater، سان کارلوس، کالیفرنیا، آمریکا             | |
| ۱۲    | مساویDraw | ۸–۲–۲   | Eddie López       | SD  | ۱۰           | ۸ مارس ۱۹۸۰     | The Aladdin, Paradise, Nevada, آمریکا                          | |
| ۱۱    | Win       | ۸–۲–۱   | آلفردو اوانجلیستا | KO  | ۵ (۱۰)، ۲:۴۳ | ۱۲ ژانویه ۱۹۸۰  | Steel Pier، آتلانتیک سیتی، نیوجرسی، آمریکا                     | |
| ۱۰    | Loss      | ۷–۲–۱   | گری کوئتزی        | TKO | ۱ (۱۲)، ۲:۰۳ | ۲۴ ژوئن ۱۹۷۹    | Le Chapiteau de l'Espace, فونوی، موناکو، موناکو                | |
| ۹     | Loss      | ۷–۱–۱   | Muhammad Ali      | UD  | ۱۵           | Sep 15, 1978    | ورزشگاه مرسدس-بنز سوپردوم، نیواورلئان، آمریکا                  | Lost WBA, The Ring, and lineal heavyweight titles                                                                |
| ۸     | Win       | ۷–۰–۱   | Muhammad Ali      | SD  | ۱۵           | Feb 15, 1978    | وست‌گیت لاس وگاس، وینچستر، نوادا، آمریکا                        | Won WBA، فهرست قهرمانان بوکس جهان، The Ring, and lineal heavyweight titles                                       |
| ۷     | Win       | ۶–۰–۱   | Alfio Righetti    | UD  | ۱۰           | ۱۸ نوامبر ۱۹۷۷  | سیزرز پالاس، Paradise, Nevada, آمریکا                          | |
| ۶     | مساویDraw | ۵–۰–۱   | اسکات لدوکس       | SD  | ۱۰           | ۲۲ اکتبر ۱۹۷۷   | The Aladdin, Paradise, Nevada, آمریکا                          | |
| ۵     | Win       | ۵–۰     | Bruce Scott       | KO  | ۳ (۸)، ۳:۰۲  | ۱ ژوئن ۱۹۷۷     | Forum، مونترآل، کانادا                                         | |
| ۴     | Win       | ۴–۰     | Pedro Agosto      | KO  | ۱ (۸)، ۱:۵۵  | ۷ مه ۱۹۷۷       | Kiel Auditorium، سنت لوئیس، میزوری، آمریکا                     | |
| ۳     | Win       | ۳–۰     | Jerry McIntyre    | KO  | ۱ (۶)، ۰:۳۵  | ۲۰ مارس ۱۹۷۷    | Exposition Center، لوییویل، کنتاکی، آمریکا                     | |
| ۲     | Win       | ۲–۰     | Peter Freeman     | KO  | ۱ (۶)، ۱:۲۶  | ۵ مارس ۱۹۷۷     | Liverpool Stadium، لیورپول، انگلستان                           | |
| ۱     | Win       | ۱–۰     | Bob Smith         | TKO | ۵ (۶)، ۰:۲۰  | ۱۵ ژانویه ۱۹۷۷  | هتل و کازینوی پلانت هالیوود، پارادایس، نوادا، آمریکا           | |